# WTA-seizoen 2019
Het WTA-seizoen in 2019 bestond uit de internationale tennistoernooien die door de WTA werden georganiseerd in het kalenderjaar 2019. In onderstaand overzicht zijn voor de overzichtelijkheid ook de grandslamtoernooien, de Fed Cup en de Hopman Cup toegevoegd, hoewel deze door de ITF werden georganiseerd.

## Legenda

### Categoriekleuren
| Grandslamtoernooien        |
| Eindejaarskampioenschappen |
| Premier Mandatory          |
| Premier Five               |
| Premier                    |
| International              |
| Challenger                 |
| Toernooien voor teams      |

### Codering
De codering voor het aantal deelnemers is als volgt:
"128S/96Q/64D/32X" betekent:
- 128 deelnemers aan hoofdtoernooi vrouwenenkelspel (S)
- 96 deelnemers aan het vrouwenkwalificatietoernooi (Q)
- 64 koppels in het vrouwendubbelspel (D)
- 32 koppels in het gemengd dubbelspel (X)

Alle toernooien werden in principe buiten gespeeld, tenzij anders vermeld.
RR = groepswedstrijden ("round robin"), (i) = indoor (overdekt)

## Verschillen met vorig jaar
- De toernooien van Doha en Dubai verwisselden alweer van categorie – dit jaar viel het toernooi van Doha in categorie "Premier" (degradatie), terwijl het toernooi van Dubai in categorie "Premier Five" werd gespeeld (promotie).
- Het International-toernooi van Hua Hin verving het toernooi van Taiwan.
- Het International-toernooi van Jūrmala verving het gravel-toernooi van Moskou.
- Het gravel-toernooi van Palermo keerde na een afwezigheid van vijf jaar terug op de kalender, nog steeds met categorie International.
- Het Premier-toernooi van New Haven degradeerde naar categorie Challenger en lag nu vlak ná het US Open, in plaats van ervoor.
- Het hardcourt-toernooi van Nanchang werd in september gehouden in plaats van in juli.
- Het Challenger-toernooi van Zhengzhou werd opgewaardeerd naar de categorie "Premier", en verhuisde van april naar september.
- Het International-toernooi van Québec verdween van de WTA-kalender.
- Het eindejaarstoernooi WTA Finals verhuisde van Singapore naar het Chinese Shenzhen.
- Nieuwe Challenger-toernooien verschenen in Guadalajara, Båstad en Karlsruhe. Twee keerden niet terug: Chicago en Mumbai.

## WTA-toernooikalender

### Januari
| week van              | toernooi | winnares                                     | verliezend finaliste                            | uitslag finale    |         |
| --------------------- | --- | -------------------------------------------- | ----------------------------------------------- | ----------------- | ------- |
| 31 december           | Hopman Cup Perth, Australië ITF Hopman Cup XXXI - hardcourt (i) - 8 gemengde teams (RR)                           | Zwitserland – Belinda Bencic – Roger Federer | Duitsland – Angelique Kerber – Alexander Zverev | 2-1               | details |
| 31 december           | Brisbane International Brisbane, Australië WTA Premiertoernooi $1.000.000 - hardcourt - 30S/32Q/16D               | Karolína Plíšková                            | Lesja Tsoerenko                                 | 4-6, 7-5, 6-2     | details |
| 31 december           | Brisbane International Brisbane, Australië WTA Premiertoernooi $1.000.000 - hardcourt - 30S/32Q/16D               | Nicole Melichar Květa Peschke                | Chan Hao-ching Latisha Chan                     | 6-1, 6-1          | details |
| 31 december           | Shenzhen Open Shenzhen, China WTA Internationaltoernooi $750.000 - hardcourt - 32S/16Q/16D                        | Aryna Sabalenka                              | Alison Riske                                    | 4-6, 7-6, 6-3     | details |
| 31 december           | Shenzhen Open Shenzhen, China WTA Internationaltoernooi $750.000 - hardcourt - 32S/16Q/16D                        | Peng Shuai Yang Zhaoxuan                     | Duan Yingying Renata Voráčová                   | 6-4, 6-3          | details |
| 31 december           | ASB Classic Auckland, Nieuw-Zeeland WTA Internationaltoernooi $250.000 - hardcourt - 32S/32Q/16D                  | Julia Görges                                 | Bianca Andreescu                                | 2-6, 7-5, 6-1     | details |
| 31 december           | ASB Classic Auckland, Nieuw-Zeeland WTA Internationaltoernooi $250.000 - hardcourt - 32S/32Q/16D                  | Eugenie Bouchard Sofia Kenin                 | Paige Mary Hourigan Taylor Townsend             | 1-6, 6-1, [10-7]  | details |
| 7 januari             | Sydney International Sydney, Australië WTA Premiertoernooi $823.000 - hardcourt - 30S/32Q/16D                     | Petra Kvitová                                | Ashleigh Barty                                  | 1-6, 7–5, 7-6     | details |
| 7 januari             | Sydney International Sydney, Australië WTA Premiertoernooi $823.000 - hardcourt - 30S/32Q/16D                     | Aleksandra Krunić Kateřina Siniaková         | Eri Hozumi Alicja Rosolska                      | 6-1, 7-6          | details |
| 7 januari             | Hobart International Hobart, Australië WTA Internationaltoernooi $250.000 - hardcourt - 32S/24Q/16D               | Sofia Kenin                                  | Anna Karolína Schmiedlová                       | 6-3, 6-0          | details |
| 7 januari             | Hobart International Hobart, Australië WTA Internationaltoernooi $250.000 - hardcourt - 32S/24Q/16D               | Chan Hao-ching Latisha Chan                  | Kirsten Flipkens Johanna Larsson                | 6-3, 3-6, [10-6]  | details |
| 14 januari 21 januari | Australian Open Melbourne, Australië ITF Grandslamtoernooi AU$31.250.000 - hardcourt - 128S/96Q/64D/32X           | Naomi Osaka                                  | Petra Kvitová                                   | 7-6, 5-7, 6-4     | details |
| 14 januari 21 januari | Australian Open Melbourne, Australië ITF Grandslamtoernooi AU$31.250.000 - hardcourt - 128S/96Q/64D/32X           | Samantha Stosur Zhang Shuai                  | Kristina Mladenovic Tímea Babos                 | 6-3, 6-4          | details |
| 14 januari 21 januari | Australian Open Melbourne, Australië ITF Grandslamtoernooi AU$31.250.000 - hardcourt - 128S/96Q/64D/32X           | Barbora Krejčíková Rajeev Ram                | Astra Sharma John-Patrick Smith                 | 7-6, 6-1          | details |
| 21 januari            | Oracle Challenger Series Newport Beach, Verenigde Staten WTA Challengertoernooi $162.480 - hardcourt - 48S/4Q/16D | Bianca Andreescu                             | Jessica Pegula                                  | 0-6, 6-4, 6-2     | details |
| 21 januari            | Oracle Challenger Series Newport Beach, Verenigde Staten WTA Challengertoernooi $162.480 - hardcourt - 48S/4Q/16D | Hayley Carter Ena Shibahara                  | Taylor Townsend Yanina Wickmayer                | 6-3, 7-6          | details |
| 28 januari            | St. Petersburg Ladies' Trophy Sint-Petersburg, Rusland WTA Premiertoernooi $823.000 - hardcourt (i) - 28S/32Q/16D | Kiki Bertens                                 | Donna Vekić                                     | 7-6, 6-4          | details |
| 28 januari            | St. Petersburg Ladies' Trophy Sint-Petersburg, Rusland WTA Premiertoernooi $823.000 - hardcourt (i) - 28S/32Q/16D | Margarita Gasparjan Jekaterina Makarova      | Anna Kalinskaja Viktória Kužmová                | 7-5, 7-5          | details |
| 28 januari            | Hua Hin Championships Hua Hin, Thailand WTA Internationaltoernooi $250.000 - hardcourt (i) - 32S/24Q/16D          | Dajana Jastremska                            | Ajla Tomljanović                                | 6-2, 2-6, 7-6     | details |
| 28 januari            | Hua Hin Championships Hua Hin, Thailand WTA Internationaltoernooi $250.000 - hardcourt (i) - 32S/24Q/16D          | Irina-Camelia Begu Monica Niculescu          | Anna Blinkova Wang Yafan                        | 2-6, 6-1, [12-10] | details |

### Februari
| week van    | toernooi | winnares                                                                                            | verliezend finaliste               | uitslag finale   |         |
| ----------- | --- | --------------------------------------------------------------------------------------------------- | ---------------------------------- | ---------------- | ------- |
| 4 februari  | ITF Fed Cup (eerste ronde)                                                                                                | Roemenië 3–2 Tsjechië Frankrijk 3–1 België Wit-Rusland 4–0 Duitsland Australië 3–2 Verenigde Staten |                                    |                  | details |
| 11 februari | Qatar Total Open Doha, Qatar WTA Premiertoernooi $916.131 - hardcourt - 28S/32Q/16D                                       | Elise Mertens                                                                                       | Simona Halep                       | 3-6, 6-4, 6-3    | details |
| 11 februari | Qatar Total Open Doha, Qatar WTA Premiertoernooi $916.131 - hardcourt - 28S/32Q/16D                                       | Chan Hao-ching Latisha Chan                                                                         | Anna-Lena Grönefeld Demi Schuurs   | 1-6, 6-3, [10-6] | details |
| 18 februari | Dubai Tennis Championships Dubai, Veren. Arabische Emiraten WTA Premier Fivetoernooi $2.828.000 - hardcourt - 56S/32Q/28D | Belinda Bencic                                                                                      | Petra Kvitová                      | 6-3, 1-6, 6-2    | details |
| 18 februari | Dubai Tennis Championships Dubai, Veren. Arabische Emiraten WTA Premier Fivetoernooi $2.828.000 - hardcourt - 56S/32Q/28D | Hsieh Su-wei Barbora Strýcová                                                                       | Lucie Hradecká Jekaterina Makarova | 6-4, 6-4         | details |
| 18 februari | Hungarian Ladies Open Boedapest, Hongarije WTA Internationaltoernooi $250.000 - hardcourt (i) - 32S/24Q/16D               | Alison Van Uytvanck                                                                                 | Markéta Vondroušová                | 1-6, 7-5, 6-2    | details |
| 18 februari | Hungarian Ladies Open Boedapest, Hongarije WTA Internationaltoernooi $250.000 - hardcourt (i) - 32S/24Q/16D               | Jekaterina Aleksandrova Vera Zvonarjova                                                             | Fanny Stollár Heather Watson       | 6-4, 4-6, [10-7] | details |
| 25 februari | Abierto Mexicano Telcel Acapulco, Mexico WTA Internationaltoernooi $250.000 - hardcourt - 32S/24Q/16D                     | Wang Yafan                                                                                          | Sofia Kenin                        | 2-6, 6-3, 7-5    | details |
| 25 februari | Abierto Mexicano Telcel Acapulco, Mexico WTA Internationaltoernooi $250.000 - hardcourt - 32S/24Q/16D                     | Viktoryja Azarenka Zheng Saisai                                                                     | Desirae Krawczyk Giuliana Olmos    | 6-1, 6-2         | details |
| 25 februari | Oracle Challenger Series Indian Wells, Verenigde Staten WTA Challengertoernooi $162.480 - hardcourt - 48S/4Q/16D          | Viktorija Golubic                                                                                   | Jennifer Brady                     | 3-6, 7-5, 6-3    | details |
| 25 februari | Oracle Challenger Series Indian Wells, Verenigde Staten WTA Challengertoernooi $162.480 - hardcourt - 48S/4Q/16D          | Kristýna Plíšková Jevgenia Rodina                                                                   | Taylor Townsend Yanina Wickmayer   | 7-6, 6-4         | details |

### Maart
| week van          | toernooi | winnares                      | verliezend finaliste                  | uitslag finale |         |
| ----------------- | --- | ----------------------------- | ------------------------------------- | -------------- | ------- |
| 4 maart 11 maart  | BNP Paribas Open Indian Wells, Verenigde Staten WTA Premier Mandatorytoernooi $8.359.455 - hardcourt - 96S/48Q/32D | Bianca Andreescu              | Angelique Kerber                      | 6-4, 3-6, 6-4  | details |
| 4 maart 11 maart  | BNP Paribas Open Indian Wells, Verenigde Staten WTA Premier Mandatorytoernooi $8.359.455 - hardcourt - 96S/48Q/32D | Elise Mertens Aryna Sabalenka | Barbora Krejčíková Kateřina Siniaková | 6-3, 6-2       | details |
| 11 maart          | Abierto Zapopan Guadalajara, Mexico WTA Challengertoernooi $125.000 - hardcourt - 32S/15Q/16D                      | Veronika Koedermetova         | Marie Bouzková                        | 6-2, 6-0       | details |
| 11 maart          | Abierto Zapopan Guadalajara, Mexico WTA Challengertoernooi $125.000 - hardcourt - 32S/15Q/16D                      | Maria Sanchez Fanny Stollár   | Cornelia Lister Renata Voráčová       | 7-5, 6-1       | details |
| 18 maart 25 maart | Miami Open Miami, Verenigde Staten WTA Premier Mandatorytoernooi $9.035.428 - hardcourt - 96S/48Q/32D              | Ashleigh Barty                | Karolína Plíšková                     | 7-6, 6-3       | details |
| 18 maart 25 maart | Miami Open Miami, Verenigde Staten WTA Premier Mandatorytoernooi $9.035.428 - hardcourt - 96S/48Q/32D              | Elise Mertens Aryna Sabalenka | Samantha Stosur Zhang Shuai           | 7-6, 6-2       | details |

### April
| week van | toernooi | winnares                                         | verliezend finaliste                       | uitslag finale   |         |
| -------- | --- | ------------------------------------------------ | ------------------------------------------ | ---------------- | ------- |
| 1 april  | Volvo Car Open Charleston, Verenigde Staten WTA Premiertoernooi $823.000 - gravel - 56S/32Q/16D              | Madison Keys                                     | Caroline Wozniacki                         | 7-6, 6-3         | details |
| 1 april  | Volvo Car Open Charleston, Verenigde Staten WTA Premiertoernooi $823.000 - gravel - 56S/32Q/16D              | Anna-Lena Grönefeld Alicja Rosolska              | Irina Chromatsjova Veronika Koedermetova   | 7-6, 6-2         | details |
| 1 april  | Monterrey Open Monterrey, Mexico WTA Internationaltoernooi $250.000 - hardcourt - 32S/32Q/16D                | Garbiñe Muguruza                                 | Viktoryja Azarenka                         | 6-1, 3-1, opg.   | details |
| 1 april  | Monterrey Open Monterrey, Mexico WTA Internationaltoernooi $250.000 - hardcourt - 32S/32Q/16D                | Asia Muhammad Maria Sanchez                      | Monique Adamczak Jessica Moore             | 7-6, 6-4         | details |
| 8 april  | Ladies Open Lugano Lugano, Zwitserland WTA Internationaltoernooi $250.000 - gravel - 32S/24Q/16D             | Polona Hercog                                    | Iga Świątek                                | 6-3, 3-6, 6-3    | details |
| 8 april  | Ladies Open Lugano Lugano, Zwitserland WTA Internationaltoernooi $250.000 - gravel - 32S/24Q/16D             | Sorana Cîrstea Andreea Mitu                      | Veronika Koedermetova Galina Voskobojeva   | 1-6, 6-2, [10-8] | details |
| 8 april  | Claro Open Colsanitas Bogota, Colombia WTA Internationaltoernooi $250.000 - gravel - 32S/24Q/16D             | Amanda Anisimova                                 | Astra Sharma                               | 4-6, 6-4, 6-1    | details |
| 8 april  | Claro Open Colsanitas Bogota, Colombia WTA Internationaltoernooi $250.000 - gravel - 32S/24Q/16D             | Zoe Hives Astra Sharma                           | Hayley Carter Ena Shibahara                | 6-1, 6-2         | details |
| 15 april | ITF Fed Cup (halve finale)                                                                                   | Frankrijk 3–2 Roemenië Australië 3–2 Wit-Rusland |                                            |                  | details |
| 22 april | Porsche Tennis Grand Prix Stuttgart, Duitsland WTA Premiertoernooi $886.077 - gravel (i) - 28S/32Q/16D       | Petra Kvitová                                    | Anett Kontaveit                            | 6-3, 7-6         | details |
| 22 april | Porsche Tennis Grand Prix Stuttgart, Duitsland WTA Premiertoernooi $886.077 - gravel (i) - 28S/32Q/16D       | Mona Barthel Anna-Lena Friedsam                  | Anastasija Pavljoetsjenkova Lucie Šafářová | 2-6, 6-3, [10-6] | details |
| 22 april | Istanbul Cup Istanbul, Turkije WTA Internationaltoernooi $250.000 - gravel - 32S/24Q/16D                     | Petra Martić                                     | Markéta Vondroušová                        | 1-6, 6-4, 6-1    | details |
| 22 april | Istanbul Cup Istanbul, Turkije WTA Internationaltoernooi $250.000 - gravel - 32S/24Q/16D                     | Tímea Babos Kristina Mladenovic                  | Alexa Guarachi Sabrina Santamaria          | 6-1, 6-0         | details |
| 22 april | Kunming Open Anning, China WTA Challengertoernooi $125.000 - gravel - 32S/16Q/16D                            | Zheng Saisai                                     | Zhang Shuai                                | 6-4, 6-1         | details |
| 22 april | Kunming Open Anning, China WTA Challengertoernooi $125.000 - gravel - 32S/16Q/16D                            | Peng Shuai Yang Zhaoxuan                         | Duan Yingying Han Xinyun                   | 7-5, 6-2         | details |
| 29 april | Prague Open Praag, Tsjechië WTA Internationaltoernooi $250.000 - gravel - 32S/32Q/16D                        | Jil Teichmann                                    | Karolína Muchová                           | 7-6, 3-6, 6-4    | details |
| 29 april | Prague Open Praag, Tsjechië WTA Internationaltoernooi $250.000 - gravel - 32S/32Q/16D                        | Anna Kalinskaja Viktória Kužmová                 | Nicole Melichar Květa Peschke              | 4-6, 7-5, [10-7] | details |
| 29 april | GP de SAR La Princesse Lalla Meryem Rabat, Marokko WTA Internationaltoernooi $250.000 - gravel - 32S/32Q/16D | Maria Sakkari                                    | Johanna Konta                              | 2-6, 6-4, 6-1    | details |
| 29 april | GP de SAR La Princesse Lalla Meryem Rabat, Marokko WTA Internationaltoernooi $250.000 - gravel - 32S/32Q/16D | María José Martínez Sánchez Sara Sorribes Tormo  | Georgina García Pérez Oksana Kalasjnikova  | 7-5, 6-1         | details |

### Mei
| week van      | toernooi | winnares                          | verliezend finaliste             | uitslag finale   |         |
| ------------- | --- | --------------------------------- | -------------------------------- | ---------------- | ------- |
| 6 mei         | Mutua Madrid Open Madrid, Spanje WTA Premier Mandatorytoernooi €7.021.128 - gravel - 64S/32Q/28D              | Kiki Bertens                      | Simona Halep                     | 6-4, 6-4         | details |
| 6 mei         | Mutua Madrid Open Madrid, Spanje WTA Premier Mandatorytoernooi €7.021.128 - gravel - 64S/32Q/28D              | Hsieh Su-wei Barbora Strýcová     | Gabriela Dabrowski Xu Yifan      | 6-3, 6-1         | details |
| 13 mei        | Internazionali BNL d'Italia Rome, Italië WTA Premier Fivetoernooi €3.452.538 - gravel - 56S/32Q/28D           | Karolína Plíšková                 | Johanna Konta                    | 6-3, 6-4         | details |
| 13 mei        | Internazionali BNL d'Italia Rome, Italië WTA Premier Fivetoernooi €3.452.538 - gravel - 56S/32Q/28D           | Viktoryja Azarenka Ashleigh Barty | Anna-Lena Grönefeld Demi Schuurs | 4-6, 6-0, [10-3] | details |
| 20 mei        | Nürnberger Versicherungscup Neurenberg, Duitsland WTA Internationaltoernooi $250.000 - gravel - 32S/24Q/16D   | Joelija Poetintseva               | Tamara Zidanšek                  | 4-6, 6-4, 6-2    | details |
| 20 mei        | Nürnberger Versicherungscup Neurenberg, Duitsland WTA Internationaltoernooi $250.000 - gravel - 32S/24Q/16D   | Gabriela Dabrowski Xu Yifan       | Sharon Fichman Nicole Melichar   | 4-6, 7-6, [10-5] | details |
| 20 mei        | Internationaux de Strasbourg Straatsburg, Frankrijk WTA Internationaltoernooi $250.000 - gravel - 32S/24Q/16D | Dajana Jastremska                 | Caroline Garcia                  | 6-4, 5-7, 7-6    | details |
| 20 mei        | Internationaux de Strasbourg Straatsburg, Frankrijk WTA Internationaltoernooi $250.000 - gravel - 32S/24Q/16D | Darja Gavrilova Ellen Perez       | Duan Yingying Han Xinyun         | 6-4, 6-3         | details |
| 27 mei 3 juni | Roland Garros Parijs, Frankrijk ITF Grandslamtoernooi €21.330.500 - gravel - 128S/96Q/64D/32X                 | Ashleigh Barty                    | Markéta Vondroušová              | 6-1, 6-3         | details |
| 27 mei 3 juni | Roland Garros Parijs, Frankrijk ITF Grandslamtoernooi €21.330.500 - gravel - 128S/96Q/64D/32X                 | Tímea Babos Kristina Mladenovic   | Duan Yingying Zheng Saisai       | 6-2, 6-3         | details |
| 27 mei 3 juni | Roland Garros Parijs, Frankrijk ITF Grandslamtoernooi €21.330.500 - gravel - 128S/96Q/64D/32X                 | Latisha Chan Ivan Dodig           | Gabriela Dabrowski Mate Pavić    | 6-1, 7-6         | details |

### Juni
| week van | toernooi | winnares                         | verliezend finaliste                            | uitslag finale   |         |
| -------- | --- | -------------------------------- | ----------------------------------------------- | ---------------- | ------- |
| 3 juni   | Bol Open Bol, Kroatië WTA Challengertoernooi $125.000 - gravel - 32S/0Q/13D                                   | Tamara Zidanšek                  | Sara Sorribes Tormo                             | 7-5, 7-5         | details |
| 3 juni   | Bol Open Bol, Kroatië WTA Challengertoernooi $125.000 - gravel - 32S/0Q/13D                                   | Timea Bacsinszky Mandy Minella   | Cornelia Lister Renata Voráčová                 | 0-6, 7-6, [10-4] | details |
| 10 juni  | Nature Valley Open Nottingham, Verenigd Koninkrijk WTA Internationaltoernooi $250.000 - gras - 32S/24Q/16D    | Caroline Garcia                  | Donna Vekić                                     | 2-6, 7-6, 7-6    | details |
| 10 juni  | Nature Valley Open Nottingham, Verenigd Koninkrijk WTA Internationaltoernooi $250.000 - gras - 32S/24Q/16D    | Desirae Krawczyk Giuliana Olmos  | Ellen Perez Arina Rodionova                     | 7-6, 7-5         | details |
| 10 juni  | Libéma Open Rosmalen, Nederland WTA Internationaltoernooi $250.000 - gras - 32S/24Q/16D                       | Alison Riske                     | Kiki Bertens                                    | 0-6, 7-6, 7-5    | details |
| 10 juni  | Libéma Open Rosmalen, Nederland WTA Internationaltoernooi $250.000 - gras - 32S/24Q/16D                       | Shuko Aoyama Aleksandra Krunić   | Lesley Kerkhove Bibiane Schoofs                 | 7-5, 6-3         | details |
| 17 juni  | Nature Valley Classic Birmingham, Verenigd Koninkrijk WTA Premiertoernooi $1.006.263 - gras - 32S/32Q/16D     | Ashleigh Barty                   | Julia Görges                                    | 6-3, 7-5         | details |
| 17 juni  | Nature Valley Classic Birmingham, Verenigd Koninkrijk WTA Premiertoernooi $1.006.263 - gras - 32S/32Q/16D     | Hsieh Su-wei Barbora Strýcová    | Anna-Lena Grönefeld Demi Schuurs                | 6-4, 6-7, [10-8] | details |
| 17 juni  | Mallorca Open Mallorca, Spanje WTA Internationaltoernooi $250.000 - gras - 32S/24Q/16D                        | Sofia Kenin                      | Belinda Bencic                                  | 6-7, 7-6, 6-4    | details |
| 17 juni  | Mallorca Open Mallorca, Spanje WTA Internationaltoernooi $250.000 - gras - 32S/24Q/16D                        | Kirsten Flipkens Johanna Larsson | María José Martínez Sánchez Sara Sorribes Tormo | 6-2, 6-4         | details |
| 24 juni  | Nature Valley International Eastbourne, Verenigd Koninkrijk WTA Premiertoernooi $998.712 - gras - 56S/24Q/16D | Karolína Plíšková                | Angelique Kerber                                | 6-1, 6-4         | details |
| 24 juni  | Nature Valley International Eastbourne, Verenigd Koninkrijk WTA Premiertoernooi $998.712 - gras - 56S/24Q/16D | Chan Hao-ching Latisha Chan      | Kirsten Flipkens Bethanie Mattek-Sands          | 2-6, 6-3, [10-6] | details |

### Juli
| week van      | toernooi | winnares                           | verliezend finaliste                   | uitslag finale   |         |
| ------------- | --- | ---------------------------------- | -------------------------------------- | ---------------- | ------- |
| 1 juli 8 juli | Wimbledon Londen, Verenigd Koninkrijk ITF Grandslamtoernooi £19.000.000 - gras - 128S/96Q/64D/48X             | Simona Halep                       | Serena Williams                        | 6-2, 6-2         | details |
| 1 juli 8 juli | Wimbledon Londen, Verenigd Koninkrijk ITF Grandslamtoernooi £19.000.000 - gras - 128S/96Q/64D/48X             | Hsieh Su-wei Barbora Strýcová      | Gabriela Dabrowski Xu Yifan            | 6-2, 6-4         | details |
| 1 juli 8 juli | Wimbledon Londen, Verenigd Koninkrijk ITF Grandslamtoernooi £19.000.000 - gras - 128S/96Q/64D/48X             | Latisha Chan Ivan Dodig            | Jeļena Ostapenko Robert Lindstedt      | 6-2, 6-3         | details |
| 8 juli        | Swedish Open Båstad, Zweden WTA Challengertoernooi $125.000 - gravel - 32S/–Q/16D                             | Misaki Doi                         | Danka Kovinić                          | 6-4, 6-4         | details |
| 8 juli        | Swedish Open Båstad, Zweden WTA Challengertoernooi $125.000 - gravel - 32S/–Q/16D                             | Misaki Doi Natalja Vichljantseva   | Alexa Guarachi Danka Kovinić           | 7-5, 6-7, [10-7] | details |
| 15 juli       | Ladies Open Lausanne Lausanne, Zwitserland WTA Internationaltoernooi $250.000 - gravel - 32S/24Q/16D          | Fiona Ferro                        | Alizé Cornet                           | 6-1, 2-6, 6-1    | details |
| 15 juli       | Ladies Open Lausanne Lausanne, Zwitserland WTA Internationaltoernooi $250.000 - gravel - 32S/24Q/16D          | Anastasija Potapova Jana Sizikova  | Monique Adamczak Han Xinyun            | 6-2, 6-4         | details |
| 15 juli       | Bucharest Open Boekarest, Roemenië WTA Internationaltoernooi $250.000 - gravel - 32S/32Q/16D                  | Jelena Rybakina                    | Patricia Maria Țig                     | 6-2, 6-0         | details |
| 15 juli       | Bucharest Open Boekarest, Roemenië WTA Internationaltoernooi $250.000 - gravel - 32S/32Q/16D                  | Viktória Kužmová Kristýna Plíšková | Jaqueline Cristian Elena Gabriela Ruse | 6-4, 7-6         | details |
| 22 juli       | Baltic Open Jūrmala, Letland WTA Internationaltoernooi $250.000 - gravel - 32S/24Q/16D                        | Anastasija Sevastova               | Katarzyna Kawa                         | 3-6, 7-5, 6-4    | details |
| 22 juli       | Baltic Open Jūrmala, Letland WTA Internationaltoernooi $250.000 - gravel - 32S/24Q/16D                        | Sharon Fichman Nina Stojanović     | Jeļena Ostapenko Galina Voskobojeva    | 2-6, 7-6, [10-6] | details |
| 22 juli       | Internazionali Femminili di Palermo Palermo, Italië WTA Internationaltoernooi $250.000 - gravel - 32S/24Q/16D | Jil Teichmann                      | Kiki Bertens                           | 7-6, 6-2         | details |
| 22 juli       | Internazionali Femminili di Palermo Palermo, Italië WTA Internationaltoernooi $250.000 - gravel - 32S/24Q/16D | Cornelia Lister Renata Voráčová    | Ekaterine Gorgodze Arantxa Rus         | 7-6, 6-2         | details |
| 29 juli       | Silicon Valley Classic San Jose, Verenigde Staten WTA Premiertoernooi $876.183 - hardcourt - 28S/16Q/16D      | Zheng Saisai                       | Aryna Sabalenka                        | 6-3, 7-6         | details |
| 29 juli       | Silicon Valley Classic San Jose, Verenigde Staten WTA Premiertoernooi $876.183 - hardcourt - 28S/16Q/16D      | Nicole Melichar Květa Peschke      | Shuko Aoyama Ena Shibahara             | 6−4, 6−4         | details |
| 29 juli       | Citi Open Washington, Verenigde Staten WTA Internationaltoernooi $250.000 - hardcourt - 32S/16Q/16D           | Jessica Pegula                     | Camila Giorgi                          | 6-2, 6-2         | details |
| 29 juli       | Citi Open Washington, Verenigde Staten WTA Internationaltoernooi $250.000 - hardcourt - 32S/16Q/16D           | Cori Gauff Caty McNally            | Maria Sanchez Fanny Stollár            | 6-2, 6-2         | details |
| 29 juli       | Liqui Moly Open Karlsruhe, Duitsland WTA Challengertoernooi $125.000 - gravel - 32S/6Q/8D                     | Patricia Maria Țig                 | Alison Van Uytvanck                    | 3-6, 6-1, 6-2    | details |
| 29 juli       | Liqui Moly Open Karlsruhe, Duitsland WTA Challengertoernooi $125.000 - gravel - 32S/6Q/8D                     | Lara Arruabarrena Renata Voráčová  | Han Xinyun Yuan Yue                    | 6-7, 6-4, [10-4] | details |

### Augustus
| week van                | toernooi | winnares                                 | verliezend finaliste                 | uitslag finale   |         |
| ----------------------- | --- | ---------------------------------------- | ------------------------------------ | ---------------- | ------- |
| 5 augustus              | Rogers Cup Toronto, Canada WTA Premier Fivetoernooi $2.830.000 - hardcourt - 56S/48Q/28D                           | Bianca Andreescu                         | Serena Williams                      | 3-1, opg.        | details |
| 5 augustus              | Rogers Cup Toronto, Canada WTA Premier Fivetoernooi $2.830.000 - hardcourt - 56S/48Q/28D                           | Barbora Krejčíková Kateřina Siniaková    | Anna-Lena Grönefeld Demi Schuurs     | 7-5, 6-0         | details |
| 12 augustus             | Western & Southern Open Cincinnati, Verenigde Staten WTA Premier Fivetoernooi $2.944.486 - hardcourt - 56S/32Q/28D | Madison Keys                             | Svetlana Koeznetsova                 | 7-5, 7-6         | details |
| 12 augustus             | Western & Southern Open Cincinnati, Verenigde Staten WTA Premier Fivetoernooi $2.944.486 - hardcourt - 56S/32Q/28D | Lucie Hradecká Andreja Klepač            | Anna-Lena Grönefeld Demi Schuurs     | 6-4, 6-1         | details |
| 19 augustus             | Bronx Open The Bronx, NY, Verenigde Staten WTA Internationaltoernooi $250.000 - hardcourt - 30S/47Q/16D            | Magda Linette                            | Camila Giorgi                        | 5-7, 7-5, 6-4    | details |
| 19 augustus             | Bronx Open The Bronx, NY, Verenigde Staten WTA Internationaltoernooi $250.000 - hardcourt - 30S/47Q/16D            | Darija Jurak María José Martínez Sánchez | Margarita Gasparjan Monica Niculescu | 7-5, 2-6, [10-7] | details |
| 26 augustus 2 september | US Open New York, Verenigde Staten ITF Grandslamtoernooi $28.619.350 - hardcourt - 128S/128Q/64D/32X               | Bianca Andreescu                         | Serena Williams                      | 6-3, 7-5         | details |
| 26 augustus 2 september | US Open New York, Verenigde Staten ITF Grandslamtoernooi $28.619.350 - hardcourt - 128S/128Q/64D/32X               | Elise Mertens Aryna Sabalenka            | Viktoryja Azarenka Ashleigh Barty    | 7-5, 7-5         | details |
| 26 augustus 2 september | US Open New York, Verenigde Staten ITF Grandslamtoernooi $28.619.350 - hardcourt - 128S/128Q/64D/32X               | Bethanie Mattek-Sands Jamie Murray       | Chan Hao-ching Michael Venus         | 6-2, 6-3         | details |

### September
| week van     | toernooi | winnares                            | verliezend finaliste                | uitslag finale   |         |
| ------------ | --- | ----------------------------------- | ----------------------------------- | ---------------- | ------- |
| 2 september  | Oracle Challenger Series New Haven, Verenigde Staten WTA Challengertoernooi $162.480 - hardcourt - 64S/?Q/16D | Anna Blinkova                       | Usue Maitane Arconada               | 6-4, 6-2         | details |
| 2 september  | Oracle Challenger Series New Haven, Verenigde Staten WTA Challengertoernooi $162.480 - hardcourt - 64S/?Q/16D | Anna Blinkova Oksana Kalasjnikova   | Usue Maitane Arconada Jamie Loeb    | 6-2, 4-6, [10-4] | details |
| 9 september  | Zhengzhou Open Zhengzhou, China WTA Premiertoernooi $1.500.000 - hardcourt - 28S/32Q/16D                      | Karolína Plíšková                   | Petra Martić                        | 6-3, 6-2         | details |
| 9 september  | Zhengzhou Open Zhengzhou, China WTA Premiertoernooi $1.500.000 - hardcourt - 28S/32Q/16D                      | Nicole Melichar Květa Peschke       | Yanina Wickmayer Tamara Zidanšek    | 6-1, 7-6         | details |
| 9 september  | Japan Women's Open Hiroshima, Japan WTA Internationaltoernooi $250.000 - hardcourt - 32S/24Q/16D              | Nao Hibino                          | Misaki Doi                          | 6-3, 6-2         | details |
| 9 september  | Japan Women's Open Hiroshima, Japan WTA Internationaltoernooi $250.000 - hardcourt - 32S/24Q/16D              | Misaki Doi Nao Hibino               | Christina McHale Valerija Savinych  | 3-6, 6-4, [10-4] | details |
| 9 september  | Jiangxi Open Nanchang, China WTA Internationaltoernooi $250.000 - hardcourt - 32S/24Q/16D                     | Rebecca Peterson                    | Jelena Rybakina                     | 6-2, 6-0         | details |
| 9 september  | Jiangxi Open Nanchang, China WTA Internationaltoernooi $250.000 - hardcourt - 32S/24Q/16D                     | Wang Xinyu Zhu Lin                  | Peng Shuai Zhang Shuai              | 6-2, 7-6         | details |
| 16 september | Toray Pan Pacific Open Osaka, Japan WTA Premiertoernooi $823.000 - hardcourt - 28S/32Q/16D                    | Naomi Osaka                         | Anastasija Pavljoetsjenkova         | 6-2, 6-3         | details |
| 16 september | Toray Pan Pacific Open Osaka, Japan WTA Premiertoernooi $823.000 - hardcourt - 28S/32Q/16D                    | Chan Hao-ching Latisha Chan         | Hsieh Su-wei Hsieh Yu-chieh         | 7-5, 7-5         | details |
| 16 september | Guangzhou Open Guangzhou, China WTA Internationaltoernooi $500.000 - hardcourt - 32S/24Q/16D                  | Sofia Kenin                         | Samantha Stosur                     | 6-7, 6-4, 6-2    | details |
| 16 september | Guangzhou Open Guangzhou, China WTA Internationaltoernooi $500.000 - hardcourt - 32S/24Q/16D                  | Peng Shuai Laura Siegemund          | Alexa Guarachi Giuliana Olmos       | 6-2, 6-1         | details |
| 16 september | Korea Open Seoel, Zuid-Korea WTA Internationaltoernooi $250.000 - hardcourt - 32S/24Q/16D                     | Karolína Muchová                    | Magda Linette                       | 6-1, 6-1         | details |
| 16 september | Korea Open Seoel, Zuid-Korea WTA Internationaltoernooi $250.000 - hardcourt - 32S/24Q/16D                     | Lara Arruabarrena Tatjana Maria     | Hayley Carter Luisa Stefani         | 7-6, 3-6, [10-7] | details |
| 23 september | Wuhan Open Wuhan, China WTA Premier Fivetoernooi $2.828.000 - hardcourt - 56S/32Q/28D                         | Aryna Sabalenka                     | Alison Riske                        | 6-3, 3-6, 6-1    | details |
| 23 september | Wuhan Open Wuhan, China WTA Premier Fivetoernooi $2.828.000 - hardcourt - 56S/32Q/28D                         | Duan Yingying Veronika Koedermetova | Elise Mertens Aryna Sabalenka       | 7-6, 6-2         | details |
| 23 september | Tashkent Open Tasjkent, Oezbekistan WTA Internationaltoernooi $250.000 - hardcourt - 32S/16Q/16D              | Alison Van Uytvanck                 | Sorana Cîrstea                      | 6-2, 4-6, 6-4    | details |
| 23 september | Tashkent Open Tasjkent, Oezbekistan WTA Internationaltoernooi $250.000 - hardcourt - 32S/16Q/16D              | Hayley Carter Luisa Stefani         | Dalila Jakupović Sabrina Santamaria | 6-3, 7-6         | details |
| 30 september | China Open Peking, China WTA Premier Mandatorytoernooi $8.285.274 - hardcourt - 60S/32Q/28D                   | Naomi Osaka                         | Ashleigh Barty                      | 3-6, 6-3, 6-2    | details |
| 30 september | China Open Peking, China WTA Premier Mandatorytoernooi $8.285.274 - hardcourt - 60S/32Q/28D                   | Sofia Kenin Bethanie Mattek-Sands   | Jeļena Ostapenko Dajana Jastremska  | 6-3, 6-7, [10-7] | details |

### Oktober
| week van   | toernooi | winnares                              | verliezend finaliste                   | uitslag finale |         |
| ---------- | --- | ------------------------------------- | -------------------------------------- | -------------- | ------- |
| 7 oktober  | Tianjin Open Tianjin, China WTA Internationaltoernooi $500.000 - hardcourt - 32S/24Q/16D                              | Rebecca Peterson                      | Heather Watson                         | 6-4, 6-4       | details |
| 7 oktober  | Tianjin Open Tianjin, China WTA Internationaltoernooi $500.000 - hardcourt - 32S/24Q/16D                              | Shuko Aoyama Ena Shibahara            | Nao Hibino Miyu Kato                   | 6-3, 7-5       | details |
| 7 oktober  | Ladies Linz Linz, Oostenrijk WTA Internationaltoernooi $250.000 - hardcourt (i) - 32S/24Q/16D                         | Cori Gauff                            | Jeļena Ostapenko                       | 6-3, 1-6, 6-2  | details |
| 7 oktober  | Ladies Linz Linz, Oostenrijk WTA Internationaltoernooi $250.000 - hardcourt (i) - 32S/24Q/16D                         | Barbora Krejčíková Kateřina Siniaková | Barbara Haas Xenia Knoll               | 6-4, 6-3       | details |
| 14 oktober | Kremlin Cup Moskou, Rusland WTA Premiertoernooi $1.032.000 - hardcourt (i) - 28S/32Q/16D                              | Belinda Bencic                        | Anastasija Pavljoetsjenkova            | 3-6, 6-1, 6-1  | details |
| 14 oktober | Kremlin Cup Moskou, Rusland WTA Premiertoernooi $1.032.000 - hardcourt (i) - 28S/32Q/16D                              | Shuko Aoyama Ena Shibahara            | Kirsten Flipkens Bethanie Mattek-Sands | 6-2, 6-1       | details |
| 14 oktober | BGL BNP Paribas Luxembourg Open Luxemburg, Luxemburg WTA Internationaltoernooi $250.000 - hardcourt (i) - 32S/32Q/16D | Jeļena Ostapenko                      | Julia Görges                           | 6-4, 6-1       | details |
| 14 oktober | BGL BNP Paribas Luxembourg Open Luxemburg, Luxemburg WTA Internationaltoernooi $250.000 - hardcourt (i) - 32S/32Q/16D | Cori Gauff Caty McNally               | Kaitlyn Christian Alexa Guarachi       | 6-2, 6-2       | details |
| 21 oktober | WTA Elite Trophy Zhuhai, China Eindejaarskampioenschap $2.419.844 - hardcourt (i) - 12S(RR)/6D(RR)                    | Aryna Sabalenka                       | Kiki Bertens                           | 6-4, 6-2       | details |
| 21 oktober | WTA Elite Trophy Zhuhai, China Eindejaarskampioenschap $2.419.844 - hardcourt (i) - 12S(RR)/6D(RR)                    | Ljoedmyla Kitsjenok Andreja Klepač    | Duan Yingying Yang Zhaoxuan            | 6-3, 6-3       | details |
| 28 oktober | WTA Finals Shenzhen, China Officieus wereldkampioenschap $14.000.000 - hardcourt (i) - 8S(RR)/8D(RR)                  | Ashleigh Barty                        | Elina Svitolina                        | 6-4, 6-3       | details |
| 28 oktober | WTA Finals Shenzhen, China Officieus wereldkampioenschap $14.000.000 - hardcourt (i) - 8S(RR)/8D(RR)                  | Tímea Babos Kristina Mladenovic       | Hsieh Su-wei Barbora Strýcová          | 6-1, 6-3       | details |

### November en december
| week van    | toernooi | winnares                                  | verliezend finaliste                        | uitslag finale   |         |
| ----------- | --- | ----------------------------------------- | ------------------------------------------- | ---------------- | ------- |
| 4 november  | ITF Fed Cup (finale)                                                                                         | Frankrijk                                 | Australië                                   | 3-2              | details |
| 11 november | Taipei OEC Open Taipei, Taiwan WTA Challengertoernooi $125.000 - tapijt (i) - 32S/16Q/16D                    | Vitalia Djatsjenko                        | Tímea Babos                                 | 6-3, 6-2         | details |
| 11 november | Taipei OEC Open Taipei, Taiwan WTA Challengertoernooi $125.000 - tapijt (i) - 32S/16Q/16D                    | Lee Ya-hsuan Wu Fang-hsien                | Dalila Jakupović Danka Kovinić              | 4-6, 6-4, [10-7] | details |
| 11 november | Oracle Challenger Series Houston, Verenigde Staten WTA Challengertoernooi $150.000 - hardcourt - 64S/24Q/16D | Kirsten Flipkens                          | Coco Vandeweghe                             | 7-6, 6-4         | details |
| 11 november | Oracle Challenger Series Houston, Verenigde Staten WTA Challengertoernooi $150.000 - hardcourt - 64S/24Q/16D | Ellen Perez Luisa Stefani                 | Sharon Fichman Ena Shibahara                | 1-6, 6-4, [10-5] | details |
| 16 december | Open BLS de Limoges Limoges, Frankrijk WTA Challengertoernooi $125.000 - hardcourt (i) - 32S/8Q/8D           | Jekaterina Aleksandrova                   | Aljaksandra Sasnovitsj                      | 6-1, 6-3         | details |
| 16 december | Open BLS de Limoges Limoges, Frankrijk WTA Challengertoernooi $125.000 - hardcourt (i) - 32S/8Q/8D           | Georgina García Pérez Sara Sorribes Tormo | Jekaterina Aleksandrova Oksana Kalasjnikova | 6-2, 7-6         | details |

## Primeurs
Speelsters die in 2019 hun eerste WTA-enkelspeltitel wonnen:
- Sofia Kenin (VS) in Hobart, Australië
- Bianca Andreescu (Canada) in Newport Beach, VS
- Wang Yafan (China) in Acapulco, Mexico
- Veronika Koedermetova (Rusland) in Guadalajara, Mexico
- Amanda Anisimova (VS) in Bogotá, Colombia
- Jil Teichmann (Zwitserland) in Praag, Tsjechië
- Maria Sakkari (Griekenland) in Rabat, Marokko
- Fiona Ferro (Frankrijk) in Lausanne, Zwitserland
- Jelena Rybakina (Kazachstan) in Boekarest, Roemenië
- Jessica Pegula (VS) in Washington, VS
- Patricia Maria Țig (Roemenië) in Karlsruhe, Duitsland
- Rebecca Peterson (Zweden) in Nanchang, China
- Karolína Muchová (Tsjechië) in Seoel, Zuid-Korea
- Cori Gauff (VS) in Linz, Oostenrijk

## Statistieken toernooien

### Toernooien per ondergrond
| ondergrond   | aantal | buiten/binnen | aantal |
| ------------ | ------ | ------------- | ------ |
| hardcourt    | 42     | buiten        | 33     |
| hardcourt    | 42     | binnen        | 9      |
| gravel       | 19     | buiten        | 18     |
| gravel       | 19     | binnen        | 1      |
| groen gravel | 1      | buiten        | 1      |
| gras         | 6      | buiten        | 6      |
| tapijt       | 1      | binnen        | 1      |
| TOTAAL       | 69     |               |        |